# Pituophis
Genre
Pituophis, aussi appelé couleuvre à nez mince est un genre de serpents de la famille des Colubridae.

## Répartition
Les espèces de ce genre se rencontrent dans le sud du Canada, aux États-Unis, au Mexique et au Guatemala. 

## Liste des espèces
Selon The Reptile Database (17 mars 2012) :
- Pituophis catenifer Blainville, 1835
- Pituophis deppei (Duméril, 1853)
- Pituophis lineaticollis (Cope, 1861)
- Pituophis melanoleucus (Daudin, 1803)
- Pituophis ruthveni Stull, 1929
- Pituophis vertebralis (Blainville, 1835)

## Publication originale
- Holbrook,  1842 : North American Herpetology; or Description of the Reptiles Inhabiting the United States, Second Edition, vol. 4 (texte intégral)